# دانشجوی انصرافی کالج
دانشجوی انصرافی کالج (انگلیسی: The College Dropout) آلبومی از کانیه وست است. این آلبوم که اولین آلبوم وست محسوب می‌شود طی یک دوره ۴ ساله از سال ۱۹۹۹ تا ۲۰۰۳ ضبط شد. این آلبوم در ۱۰ فوریه ۲۰۰۴ توسط دف جم رکوردینگز و جی-زی منتشر شد. این آلبوم هنگام انتشار در رتبه دوم جدول بیلبورد ۲۰۰ قرار گرفت و توانست ۴۴۱ هزار نسخه در هفته اول به فروش برساند. فروش این آلبوم تا سال ۲۰۱۴ به ۳/۴ میلیون نسخه رسید. «ترک تحصیل کالج» با آلبوم ثبت‌نام دیروقت در سال ۲۰۰۵ دنبال شد.